# Кузьмин, Иван Антонович
Иван Антонович Кузьмин (1916—1963) — Гвардии майор Рабоче-крестьянской Красной Армии, участник Великой Отечественной войны, Герой Советского Союза (1945).

## Биография
Иван Кузьмин родился 5 марта 1916 года в селе Сараса (ныне — Алтайский район Алтайского края). После окончания четырёх классов школы работал пастухом, бригадиром, заместителем председателя колхоза. В 1936 году Кузьмин был призван на службу в Рабоче-крестьянскую Красную Армию. Участвовал в боях на озере Хасан и советско-финской войне. С августа 1941 года — на фронтах Великой Отечественной войны.
К январю 1945 года гвардии майор Иван Кузьмин был заместителем командира батальона 738-го стрелкового полка (134-й стрелковой дивизии, 69-й армии 1-го Белорусского фронта). Отличился во время освобождения Польши. 14 января 1945 года Кузьмин участвовал в прорыве немецкой обороны в районе населённого пункта Коханув к западу от города Пулавы, 25 января — в форсировании Варты. 29 января 1945 года в районе озера Гроссен-Зее (ныне — Бельке) батальон Кузьмина нанёс вражеским войскам большие потери в боевой технике и живой силе.
Указом Президиума Верховного Совета СССР от 27 февраля 1945 года гвардии майор Иван Кузьмин был удостоен высокого звания Героя Советского Союза с вручением ордена Ленина и медали «Золотая Звезда».
После окончания войны Кузьмин был уволен в запас. Вернулся в родное село, был председателем, бригадиром колхоза. Скоропостижно скончался 11 апреля 1963 года.

## Награды
Был также награждён орденами Орден Красного Знамени, Александра Невского, Отечественной войны 1-й степени, Красной Звезды, рядом медалей.